# Азарх, Юлия Семёновна
Ю́лия Семёновна Азарх (1 июля 1929, Ленинград, РСФСР, СССР — 10 августа 1998) — советский и российский лингвист, специалист в области исторической и диалектной морфологии и словообразования русского языка, один из наиболее видных представителей диалектологической школы Р. И. Аванесова и крупнейший специалист в области русского диалектного словообразования. Доктор филологических наук (1983).

## Биография
Окончила Московский заочный полиграфический институт в 1949 году и Филологический факультет МГУ в 1954 году. С её слов в одном из писем от 6 января 1983 года известно, что по первоначальному образованию она «не только русист, но и психолог». С 1954 года — научный сотрудник Казанского музея имени А. М. Горького, с 1955 года — старший преподаватель Елабужского государственного педагогического института, затем учитель средней школы в Москве, с 1974 года — старший научный сотрудник Института русского языка АН СССР, с 1987 года — ведущий научный сотрудник.
Принимала участие в создании Диалектологического атласа русского языка. Участвовала в семинарах Кемеровской дериватологической школы.
Пропала без вести в 1992 году. Признана умершей 10 августа 1998 года.

## Работы
- Словообразование существительных женского рода с нулевой флексией в именительном падеже единственного числа (На материале письменных памятников русского языка с XI века и данных диалектологии): автореферат … кандидата филологических наук. — М.: [б. и.], 1965. — 29 с.
- Проблема связи словообразования и формообразования в истории русского языка (Имя существительное): диссертация … доктора филологических наук. — М.: [б. и.], 1983. — 451 с.
- Словообразование и формообразование существительных в истории русского языка / Отв. ред. Р. И. Аванесов, В. В. Иванов. — М.: Наука, 1984. — 249 с. — 2750 экз.
- Современные русские говоры: сборник статей / Отв. ред. Ю. С. Азарх. — М.: Наука, 1991. — 184 с. — 1500 экз. — ISBN 5-02-010998-3.
- Русское именное диалектное словообразование в лингвогеографическом аспекте / Отв. ред. акад. РАН Н. И. Толстой. — М.: Наука, 2000. — 184 с. — 500 экз. — ISBN 5-02-011756-0.